# 中山路 (烏日區)
中山路為臺灣臺中市的主要道路之一，亦為烏日區之橫貫要道，屬省道台1乙線與台1線的一部分，全路段位於烏日區內。大致呈相東—西向，由東到西共分為三段，東接南區復興路，西跨越烏溪大度橋連接彰化縣彰化市中山路三段，而靠近大度橋之台1線與台1乙線立體交會口可接大肚區沙田路（台1線）。

## 行經行政區域
- 烏日區

## 分段
共分為三段：
- 一段：東過光明路接復興路，西過新興路（東）接二段。
- 二段：東過新興路（東）接一段，西過新興路（西）接三段。
- 三段：東過新興路（西）接二段，西過烏溪至彰化市中山路、過王田交流道接大肚沙田路。

## 車道數
- 一段
  - 光明路－中華路、信義街：雙向四車道，設置中央綠化安全島
  - 中華路、信義街－新興路：雙向六車道，設置中央綠化安全島
- 二段：雙向兩車道
- 三段：雙向六車道，設置中央綠化安全島

## 沿線設施
（由東到西）
一段
環中路六、七段
柳川
- 臺中市烏日區僑仁國民小學
- 麥當勞烏日餐廳
- 花蓮二信烏日分社
- 肯德基烏日餐廳
- 臺中市私立明道高級中學
- 臺灣土地銀行烏日分行
- 合作金庫銀行烏日分行
- 台灣企銀烏日分行

麻園頭溪
新興路
二段
五光路
光日路
- 中華郵政烏日郵局
- 臺中市烏日區烏日國民小學
- 臺中市警察局烏日分局
- 台中銀行烏日分行

新興路
三段
中彰快速道路
台灣高速鐵路
筏子溪
- 高鐵特區（高鐵台中站、高鐵台中站、台鐵新烏日車站）

學田路
高鐵路一段
- 成功嶺營區
- 台鐵台中線
- 台鐵成功車站
- 王田交流道

沙田路（此段以下為台1線）
烏溪（大度橋）

## 本道路客運
市區公車
| 編號  | 業者       | 路線區間                       | 備註 |
| 3     | 統聯客運   | 東山高中－新烏日車站           | 經明道中學、台中高工、僑泰中學、市立大里高中、修平科技大學、長億高中、慈明高中等，為屯區學生之重要通勤公車 |
| 26    | 台中客運   | 新民高中－嶺東科技大學         | 僅行使部份中山路三段                                                                                       |
| 33    | 台中客運   | 僑光科技大學－高鐵臺中站       | 經烏日新興路，不經烏日市區                                                                                 |
| 37    | 中台灣客運 | 橫山－高鐵台中站               | |
| 54    | 台中客運   | 下港尾－烏日停車場             | 尖峰10分鐘一班；離峰30分鐘一班                                                                             |
| 82    | 台中客運   | 水湳－高鐵台中站               | 尖峰10~15分一班；離峰15~20分鐘一班                                                                         |
| 93    | 台中客運   | 新烏日車站－銅安厝             | 海環線 |
| 101   | 台中客運   | 水湳－彰化                     | |
| 102   | 台中客運   | 台中車站－沙鹿                 | 經南平路                                                                                                   |
| 105   | 中鹿客運   | 四張犁－龍井                   | 不入台中高鐵站                                                                                             |
| 133   | 台中客運   | 新烏日車站－朝陽科技大學       | 經烏日新興路，不經烏日市區                                                                                 |
| 281副 | 中臺灣客運 | 新建國市場－霧峰農工           | 經烏日溪南路                                                                                               |
| 617   | 中鹿客運   | 臺中港旅客服務中心－仁友停車場 | 經嶺東科技大學                                                                                             |

公路客運
| 編號 | 業者     | 路線區間             | 備註                   |
| 6735 | 員林客運 | 臺中─二水            |                        |
| 6736 | 員林客運 | 臺中─二林            |                        |
| 6737 | 員林客運 | 臺中─西港            |                        |
| 6738 | 員林客運 | 臺中─二林─王功       |                        |
| 6882 | 員林客運 | 臺中─西螺            |                        |
| 6933 | 彰化客運 | 鹿港─彰化─臺中       | 部份班次行經高鐵台中站 |
| 6935 | 彰化客運 | 水尾─彰化─臺中       |                        |
| 6936 | 彰化客運 | 高鐵台中站─彰化─鹿港 | 台灣好行鹿港線         |